# Yousif Mirza
Yousif Mohamed Ahmed Mirza al-Hammadi (in arabo يوسف محمد احمد ميرزا الحمادي‎?; Khor Fakkan, 8 ottobre 1988) è un ex ciclista su strada e pistard emiratino, professionista dal 2016 al 2022 e campione asiatico in linea nel 2018.

## Palmarès

### Strada
- 2010 (dilettanti)

Campionati emiratini, Prova in linea
1ª tappa Tour of the AGCC Arab Gulf
3ª tappa Tour of the AGCC Arab Gulf
5ª tappa Tour of the AGCC Arab Gulf
- 2011 (dilettanti)

Campionati arabi, Prova in linea
Campionati arabi, Prova a cronometro
Campionati emiratini, Prova a cronometro
7ª tappa Tour of the AGCC Arab Gulf
8ª tappa Tour of the AGCC Arab Gulf (cronometro)
Classifica generale UAE International Emirates Post Tour
- 2012 (dilettanti)

Campionati emiratini, Prova a cronometro
1ª tappa Sharjah International Cycling Tour
2ª tappa Sharjah International Cycling Tour
3ª tappa Banyuwangi Tour de Ijen (Banyuwangi > Banyuwangi)
2ª tappa Tour of the AGCC Arab Gulf
Classifica generale Tour of the AGCC Arab Gulf
- 2013 (dilettanti)

Campionati emiratini, Prova in linea
2ª tappa Sharjah International Cycling Tour (Sharja > Sharja)
1ª tappa Tour d'Al Zubarah (Umm Salal > Al Zubarah)
2ª tappa Tour d'Al Zubarah (Al Thakira > Madinat Al Shamal)
Classifica generale Tour d'Al Zubarah
7ª tappa Tour of the AGCC Arab Gulf
Classifica generale Tour of the AGCC Arab Gulf
- 2014 (dilettanti)

Campionati emiratini, Prova in linea
Campionati emiratini, Prova a cronometro
2ª tappa Tour d'Al Zubarah (Madinat Al Shamal > Madinat Al Shamal)
3ª tappa Tour d'Al Zubarah (Lekhwiya > Al Zubarah)
- 2015 (dilettanti)

Campionati emiratini, Prova in linea
- 2016 (Al Nasr Dubai, tre vittorie)

Campionati emiratini, Prova in linea
Campionati emiratini, Prova a cronometro
1ª tappa Tour de Tunisie (Hammamet > Hammamet)
- 2017 (UAE, due vittorie)

Campionati emiratini, Prova in linea
Campionati emiratini, Prova a cronometro
- 2018 (UAE, tre vittorie)

Campionati asiatici, Prova in linea
Campionati emiratini, Prova in linea
Campionati emiratini, Prova a cronometro
- 2019 (UAE, quattro vittorie)

Campionati arabi, Prova in linea
Campionati emiratini, Prova in linea
Campionati emiratini, Prova a cronometro
5ª tappa Tour d'Égypte (Aswan > Aswan)
- 2021 (UAE Team Emirates, due vittorie)

Campionati emiratini, Prova in linea
Campionati emiratini, Prova a cronometro
- 2022 (UAE Team Emirates, due vittorie)

Campionati emiratini, Prova a cronometro
Campionati emiratini, Prova in linea

### Altri successi
- 2013 (dilettanti)

Classifica a punti Tour d'Al Zubarah
- 2014 (dilettanti)

Classifica scalatori Tour d'Algerie
Classifica a punti Tour d'Al Zubarah

### Pista
- 2017

Track Asia Cup, Omnium
- 2018

Campionati asiatici, Corsa a punti
Track Asia Cup, Omnium
- 2022

Campionati asiatici, Corsa a punti
Track Asia Cup, Corsa a punti
Campionati arabi, Inseguimento a squadre (con Jaber Almansoori, Ahmed Almansoori e Saif Al Kaabi)
Campionati arabi, Corsa a punti
Campionati arabi, Americana (con Ahmed Almansoori

## Piazzamenti

### Competizioni mondiali
- Giochi olimpici

Rio de Janeiro 2016 - In linea: ritirato
- Campionati del mondo su pista

Melbourne 2012 - Corsa a punti Elite: 17°